# Rjasto rdeča barva
Rjasto rdeča barva je odtenek rdeče barve, ki spominja na barvo rje (železovega oksida). Uvrščamo jo tudi med odtenke rjave barve in oranžne barve.
Zgodovinsko spada med najstarejše poznane barve. Že na nekaterih skalnih oslikavah je ostala ohranjena zaradi uporabe železnega orodja in nekaterih glin. V srednjeveški Umbriji se je pri vezenju rjasta barva dobivala s potiskom porjavelih železnih modelov na platno. 